# Carmel Myers
Carmel Myers (San Francisco, 4 de abril de 1899 – San Francisco, 9 de novembro de 1980) foi uma atriz de cinema estadunidense que iniciou sua carreira na era do cinema mudo, alcançando a era sonora e a televisão. Especializada em papéis de Vamp, atuou em 94 filmes entre 1915 e 1976, grande parte deles em papéis coadjuvantes.

## Biografia
Myers nasceu em San Francisco, filha de um rabino australiano, Isadore Myers, e uma judia austríaca, Anna Jacobson. Mudou-se para Los Angeles em 1905, quando freqüentou a Los Angeles High School.
Seu primeiro filme foi Georgia Pearce (1915), e após alguns pequenos papeís, seu pai, que era bem relacionado na indústria cinematográfica da Califórnia, introduziu-a no filme de D. W. Griffith, Intolerance (1916), num pequeno papel. Myers também tinha um irmão, Zion Myers, que era diretor e escritor em Hollywood.

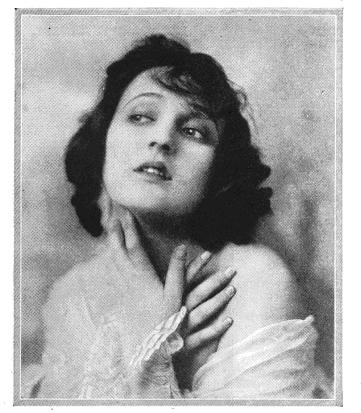
Carmel Myers no Photoplay Magazine, em 1920

 Em Nova York, atuou principalmente no palco nos próximos dois anos. Ela foi contratada pela Universal Pictures, onde destacou-se como uma popular atriz em papéis de vamp. Seu filme mais popular desse período é, provavelmente, a comédia romântica All Night, ao lado de Rodolfo Valentino. Em 1924, ela trabalhou para a MGM, fazendo filmes como Broadway After Dark, ao lado de Adolphe Menjou, Norma Shearer e Anna Q. Nilsson.

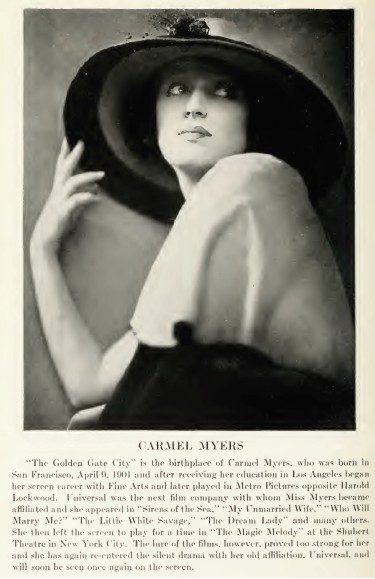
Carmel Myers em Who's Who on the Screen, publicado por Ross Publishing Co., 1920.

Em 1925, atuou em papéis famosos, tais como a vamp egípcia Iras em Ben-Hur (1925), que tentou seduzir tanto Messala (Francis X. Bushman) quanto Ben-Hur (Ramón Novarro). O filme deu impulso à carreira de Myers, e ela atuou em grandes papéis nos anos 1920, entre eles Tell It to the Marines em 1926, com Lon Chaney, Sr., William Haines e Eleanor Boardman. Myers apareceu em Four Walls e Dream of Love, ambos com Joan Crawford, em 1928; e em The Show of Shows (1929), uma vitrine de atores do cinema popular contemporâneo.
Myers teve uma bem sucedida carreira no cinema sonoro, principalmente como coadjuvante, devido a sua idade. Entre seus filmes mais populares estão Svengali (1931) e The Mad Genius (1931), ambos com John Barrymore e Marian Marsh, e um pequeno papel em The Conspirators, em 1944, com Paul Henreid, Peter Lorre e Sydney Greenstreet.
Myers ressurgiu brevemente no mundo do entretenimento em 1951, com um show de curta duração da DuMont Television Network, chamado “The Carmel Myers Show”, que seguiu o formato de entrevista. Após seu cancelamento, Myers focou-se em uma carreira no ramo imobiliário e teve sua própria empresa de distribuição de perfumes. Em 1976, Myers foi uma das poucas estrelas da era muda que foram lançadas em Won Ton Ton, the Dog Who Saved Hollywood, uma comédia com dezenas de estrelas do passado de Hollywood, sendo sua última incursão nas telas.

## Vida pessoal e morte
Myers casou três vezes; com o advogado e compostitor Isidore Kornblum, em 16 de julho de 1919, divorciando-se em 1923; com Ralph H. Blum, de 9 de junho de 1929 até a morte dele, em 1950, e com quem teve 3 filhos; e com Alfred W. Schwalberg, de 1951 até a morte dele, em 1974.
Os filhos que teve com Ralph H. Blum foram o escritor e antropólogo Ralph H. Blum, nascido em 1932, e duas filhas adotivas, a atriz Susan Adams Kennedy, nascida em 1940, e a produtora de televisão Mary Cossette, nascida em 1941.
Myers morreu de infarto agudo do miocárdio em 1980, aos 81 anos, e foi sepultada perto de seus pais no Home of Peace Cemetery, em Los Angeles.
Por sua contribuição para o cinema, possui uma Estrela na Calçada da Fama, em Hollywood.

## Filmografia parcial
- Georgia Pearce (1915)
- Intolerance (1916)[10]
- A Love Sublime (1917)
- A Daughter of the Poor (1917)
- All Night (1918)
- A Broadway Scandal (1918)
- The Kiss (1921)
- Breaking Through (1921)
- The Little Girl Next Door (1923)
- Beau Brummel (1924)
- Ben-Hur (1925)
- Camille (1926)
- Sorrell and Son (1927)
- A Certain Young Man (1928)
- Four Walls (1928)
- Dream of Love (1928)
- Careers (1929)
- The Show of Shows (1929)
- A Lady Surrenders (1930)
- Svengali (1931)
- The Mad Genius (1931)
- Chinatown After Dark (1931)[11]
- Lady for a Night (1942)
- Whistle Stop (1946)[12]

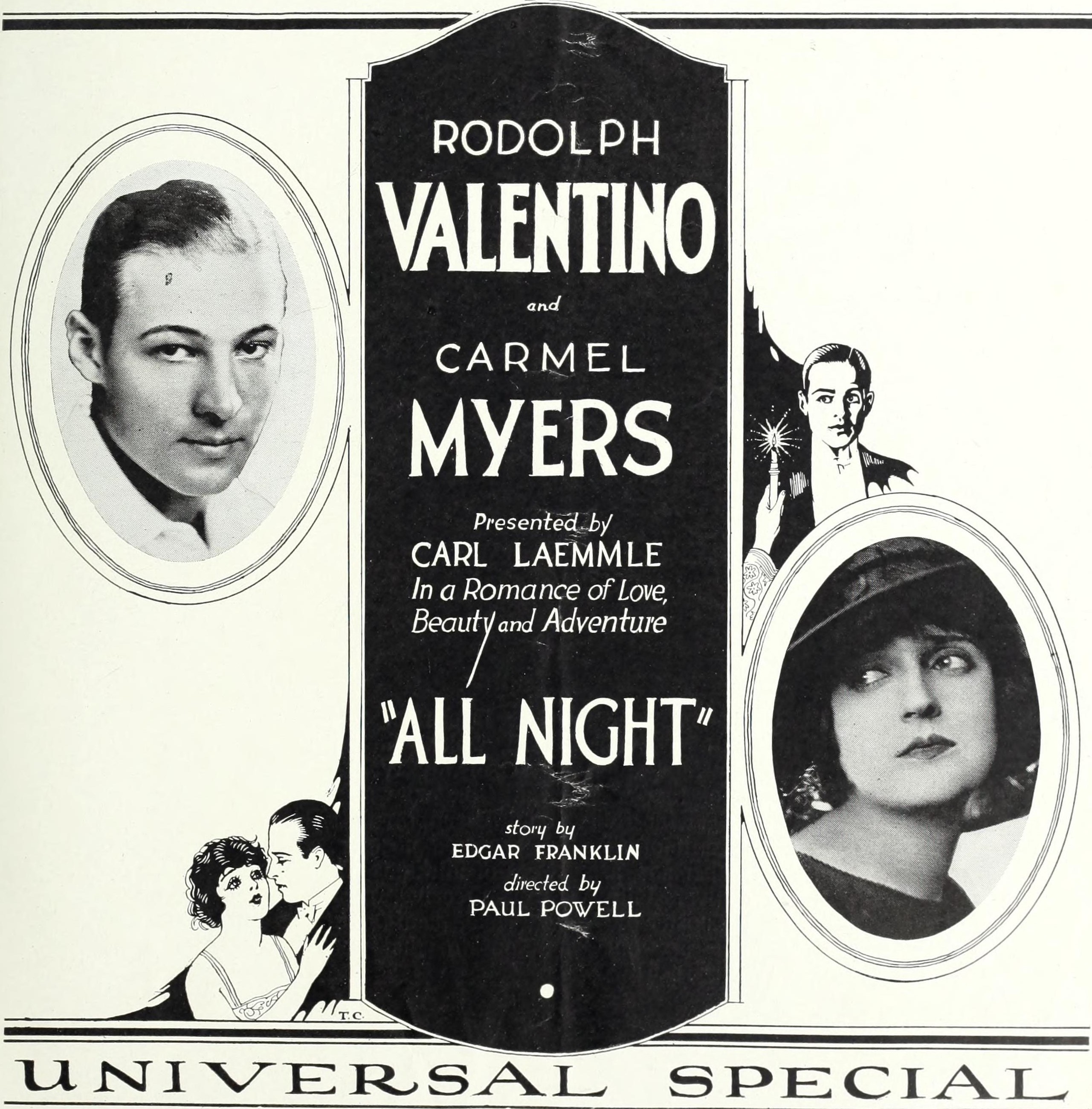
Anúncio do filme All Night (1918), com Carmel Myers e Rodolfo Valentino.

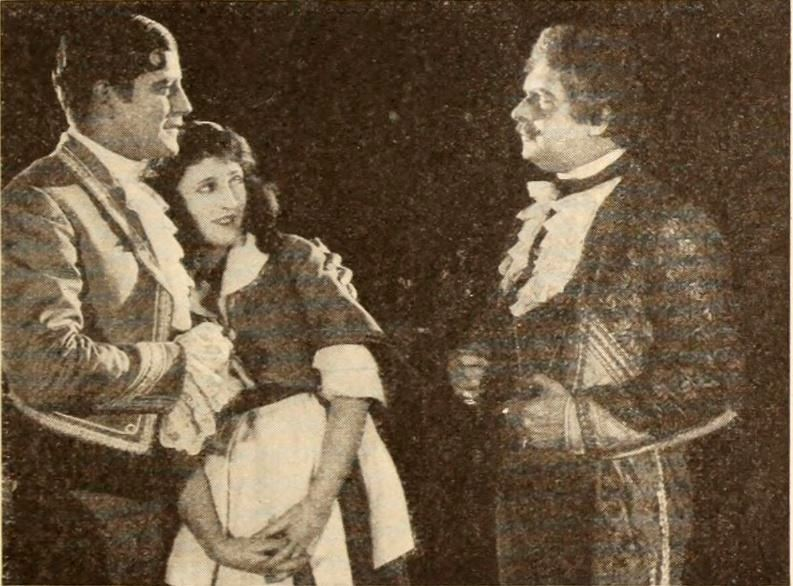
Cena do filme The Kiss (1921), com Carmel Myers e George Periolat.

- The Carmel Myers Show (série TV, 1951)
- Won Ton Ton, the Dog Who Saved Hollywood (1976)